# Fronville
Fronville é uma comuna francesa na região administrativa de Grande Leste, no departamento de Haute-Marne. Estende-se por uma área de 11,08 km². Em 2010 a comuna tinha 313 habitantes (densidade: 28,2 hab./km²).